# La fornarina (film)
La fornarina è un film del 1944 diretto da Enrico Guazzoni.
Il soggetto della pellicola, di genere storico-drammatico, è tratto dall'omonimo romanzo di Tullio Gramantieri.

## Trama
Nella Roma rinascimentale, il giovane pittore Raffaello Sanzio conosce Margherita, una fanciulla del popolo: ne fa la sua modella per il dipinto La Fornarina, ne diviene l'amante e conviverà con lei. La ragazza gli ispirerà anche alcune Madonne, ma tale relazione suscita le gelosie di una bellissima aristocratica che ordina di nascosto il rapimento della fanciulla. Raffaello cade in stato di prostrazione e fa di tutto per rintracciare Margherita, ma quando la ritrova è ormai troppo tardi perché, minato nel fisico e nel morale, subisce un collasso che lo porta alla morte, proprio il giorno della processione del Venerdì Santo.

## Produzione
Il film venne girato nel 1943 negli stabilimenti di Cinecittà, con Carlo Borsari in qualità di direttore di produzione.
Il regista Enrico Guazzoni era anche pittore, così come l'interprete principale Walter Lazzaro, ed è stato, come scrive Georges Sadoul, «il principale creatore delle grandi messinscene all'italiana. […] Influenzò con i suoi film in costume […] Griffith, Lubitsch, Hollywood e certe coproduzioni italiane dopo il 1945».
Benché basato su un'opera di fiction, il film è molto documentato e presenta numerosi personaggi realmente esistiti, a partire da Raffaello Sanzio e dal papa Giulio II per arrivare ai comprimari come Timoteo Viti, pittore che fu prima maestro e poi collaboratore di Raffaello.

## Distribuzione
La fornarina presenta due scene di nudo, una in cui Lída Baarová mostra il seno e l'altra in cui Anneliese Uhlig appare completamente nuda di schiena, ma dato il contesto narrativo il film ottenne comunque il visto censura n. 31.987 del 21 giugno 1943. Nonostance ciò, il film non ebbe una distribuzione regolare: a Roma venne presentato nell'ottobre del 1944, mentre a Torino e a Milano arrivò nelle sale solo nel dicembre 1945.

## Accoglienza

### Critica
Pietro Bianchi parla di una Baarová oramai stanca e invecchiata e rivanga il suo passato legame con Joseph Goebbels: «L'interprete della Fornarina è la celebre attrice boema Lida Baarova. Dispiace parlar male di lei, legata nel nostro ricordo a un piacere cinematografico non straordinario ma vivido e vivace, il film Barcarola» di Gerhard Lamprecht del 1935.